# Dryococelus australis

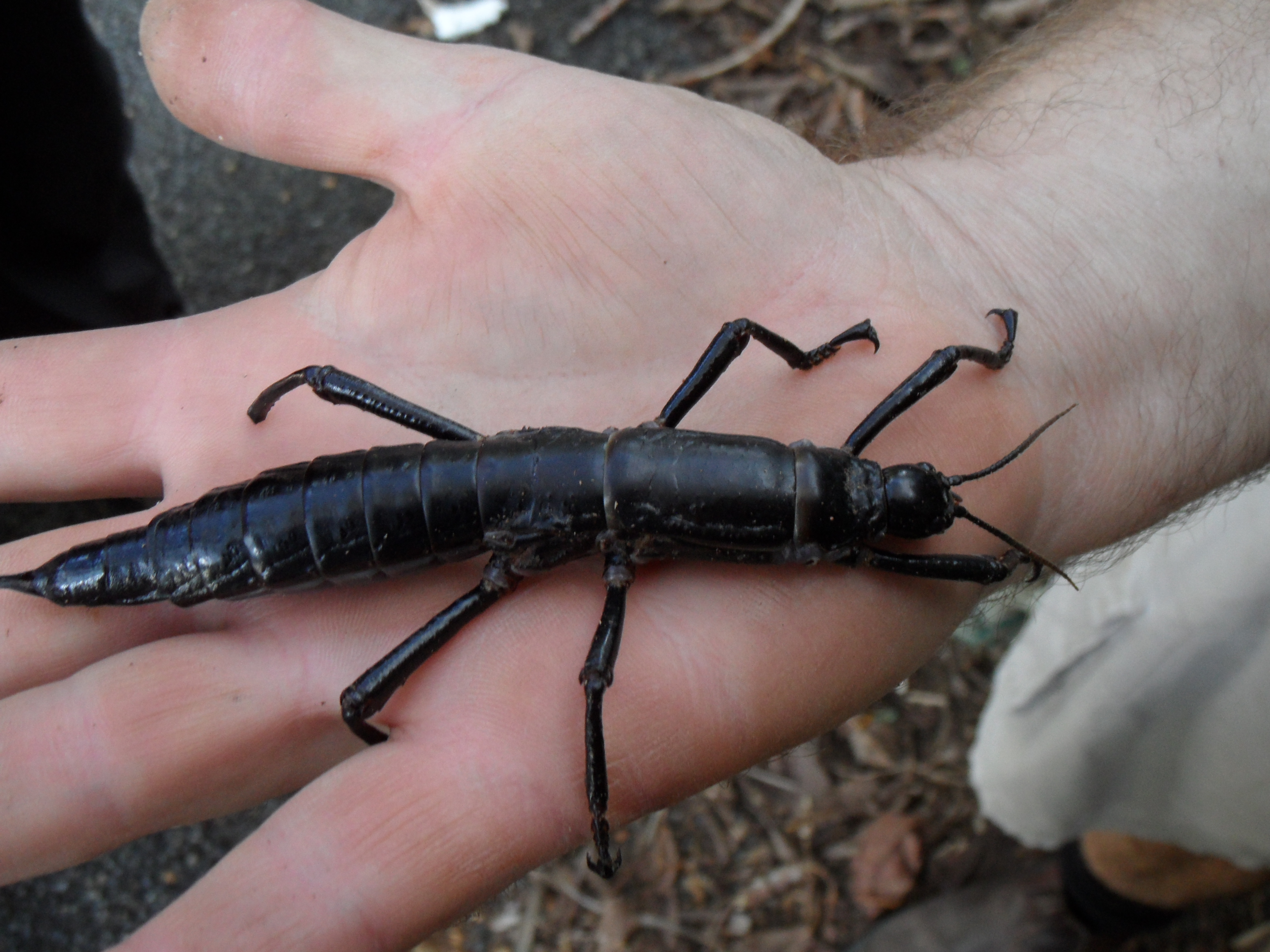

Dryococelus australis — вид паличників родини Phasmatidae.

## Поширення
Мешкає на вулканічних островах Болс-Пірамід та Лорд-Хау. До 1918 року на Лорд-Хау паличник зник через винищення інтродукованими людиною чорними пацюками. 1960 року альпіністи, котрі піднімалися на вулканічний острів Болс-Пірамід, що за 23 км від Лорд-Хау, виявили ознаки існування паличника. Однак самого паличника не виявили. 2001 року експедиція на Болс-Пірамід виявила колонію з 20-30 представників, котрі перебували на ендемічному кущі Melaleuca howeana.